# Börn Loka
Börn Loka è il secondo album in studio del gruppo folk metal islandese Skálmöld, pubblicato il 26 ottobre 2012 dalla Napalm Records.

## Tracce
1. Óðinn – 2:11
2. Sleipnir – 6:27
3. Gleipnir – 4:01
4. Fenrisúlfur – 5:37
5. Himinhrjóður – 2:07
6. Miðgarðsormur – 5:19
7. Narfi – 3:53
8. Hel – 5:35
9. Váli – 6:02
10. Loki – 9:37

## Formazione
- Björgvin Sigurðsson – voce, chitarra
- Baldur Ragnarsson – chitarra, cori
- Snæbjörn Ragnarsson – basso
- Þráinn Árni Baldvinsson – chitarra
- Gunnar Ben – tastiere, oboe
- Jón Geir Jóhannsson – batteria
- Edda Tegeder Óskarsdóttir (Angist) – voce aggiuntiva in Hel

## Classifiche
| Classifica (2022) | Posizione massima |
| ----------------- | ----------------- |
| Islanda           | 1                 |